# Лагос (штат)
Лагос (англ. Lagos State) — штат на півдні Нігерії. Найменший за площею та другий за чисельністю населення (після Кано) серед штатів Нігерії, а також один з найбільш економічно розвинених штатів. Штат включає місто Лагос, найбільшу міську агломерацію Нігерії.

## Історія
Штат Лагос утворений 27 травня 1967 року в ході реформи адміністративного поділу Нігерії, коли країну розділили на 12 штатів. До цього муніципалітет Лагоса управлявся безпосередньо федеральним урядом, у складі якого перебувало Міністерство у справах Лагосу, а інші області, що увійшли в нову провінцію, входили до складу Західної області. Штат почав функціонувати 11 квітня 1968 року, при цьому Лагос був і столицею штату, і столицею федеративної держави. У 1976 році столиця штату Лагос була перенесена в Ікеджу, а 12 грудня 1991 року федеральна столиця — в Абуджу. Лагос, однак, залишається діловим центром Нігерії.

## Адміністративно-територіальний поділ
Штат розділений на п'ять адміністративних одиниць, а ті в цілому на 20 територій місцевого адміністративного управління.
| ТМУ              | Площа, км² | Населення, чел. (2006) | Адміністративний центр | Поштовий код |
| ---------------- | ---------- | ---------------------- | ---------------------- | ------------ |
| Агеге            | 11         | 459 939                | Агеге                  | 100          |
| Alimosho         | 185        | 1 277 714              | Ікотун                 | 100          |
| Ifako-Ijaye      | 27         | 427 878                | Іфако                  | 100          |
| Ікеджа           | 46         | 313 196                | Ікеджа                 | 100          |
| Кософе           | 81         | 665 393                | Кософе                 | 100          |
| Мушин            | 17         | 633 009                | Мушин                  | 100          |
| Oshodi-Isolo     | 45         | 621 509                | Oshodi/Isolo           | 100          |
| Шомолу           | 12         | 402 673                | Шомолу                 | 101          |
| Дивізіон Ікеджа  | 424        | 4 801 311              |                        |              |
| Апапа            | 27         | 217 362                | Апапа                  | 101          |
| Eti-Osa          | 192        | 287 785                | Ікої                   | 101          |
| Lagos Island     | 9          | 209 437                | Lagos Island           | 101          |
| Lagos Mainland   | 19         | 317 720                | Lagos Mainland         | 101          |
| Surulere         | 23         | 503 975                | Surulere               | 101          |
| Дивізіон Лагос   | 270        | 1 542 279              |                        |              |
| Ajeromi-Ifelodun | 12         | 684 105                | Ajeromi/Ifelodun       | 102          |
| Amuwo-Odofin     | 135        | 318 166                | Festac Town            | 102          |
| Оджо             | 158        | 598 071                | Оджо                   | 102          |
| Бадагрі          | 441        | 241 093                | Бадагрі                | 103          |
| Дивізіон Бадагрі | 746        | 1 841 435              |                        |              |
| Ікороду          | 394        | 535 619                | Ікороду                | 104          |
| Дивізіон Ікороду | 394        | 535 619                |                        |              |
| Ibeju-Lekki      | 455        | 117 481                | Акодо                  | 105          |
| Епе              | 1 185      | 181 409                | Епе                    | 106          |
| Дивізіон Епе     | 1 640      | 298 890                |                        |              |